# Josef Čáp (politik)
Josef Čáp (9. října 1912 Ctětínek, okres Chrudim – ???) byl český a československý politik Komunistické strany Československa a poúnorový poslanec Národního shromáždění ČSSR a Sněmovny lidu Federálního shromáždění.

## Biografie
V letech 1926-1929 se vyučil zámečníkem. V roce 1930 nastoupil jako dělník do žulových lomů J. Pospíšila v Srní u Hlinska, kde pracoval až do roku 1946. Následně se přestěhoval do Svoru u Nového Boru čp. 203. V obci nastoupil do místní sklárny. Ve volbách roku 1960 byl zvolen za KSČ do Národního shromáždění ČSSR za Severočeský kraj. Mandát obhájil ve volbách v roce 1964. V Národním shromáždění zasedal až do konce jeho funkčního období v roce 1968.
K roku 1964 se uvádí profesně jako strojní zámečník Severočeských skláren ve Svoru. Byl zvolen v obvodu Nový Bor.
12. sjezd KSČ ho v roce 1962 zvolil za kandidáta Ústředního výboru Komunistické strany Československa.
Po federalizaci Československa usedl roku 1969 do Sněmovny lidu Federálního shromáždění (volební obvod Nový Bor), kde setrval do konce volebního období, tedy do voleb roku 1971.

## Vyznamenání
- "Za zásluhy - 10 let lidových milicí" I. stupeň, 1958
- Vyznamenání Za zásluhy o výstavbu, 1963